# Gundars Bērziņš
Gundars Bērziņš (n. 26 septembrie 1959, Raionul Jēkabpils, Republica Sovietică Socialistă Letonă, URSS – d. 8 ianuarie 2023) a fost un contabil și politician leton și deputat în Saeima din 1993. A fost membru al Partidului Popular. A fost ministru de finanțe al Letoniei între 2000 și 2002.